# Connell de Aughrim
San Connell, o Conal, fue un misionero irlandés a finales del siglo V y principios del VI en la zona de Soghain en el actual Condado de Galway.
Parece que nada se conoce de los antecedentes de Connell. Fue nombrado obispo de Aughrim por San Patricio; el sitio de su iglesia se cree estuvo en Foats o Levallynearl. La parroquia contigua de Clontuskert contiene los pueblos de Crossconnell More y Crossconnell Beg, los cuales conmemoran su nombre. La parroquia de Aughrim limita al norte con la parroquia de Kilgerrill, y existe una tradición respecto de una disputa entre Connell y San Kerrill, aunque se cree que esta tradición tiene sus raíces en una disputa entre las parroquias tanto como mil años más tarde.
Según Joseph Mannion:
"...  Está claro que San Kerrill y San Connell fueron contemporáneos de San Patricio y como tal pertenecieron al siglo quinto. Ambos fueron discípulos suyos que fueron elevados al episcopado y colocados sobre las iglesias por él. Sus territorios eclesiásticos respectivos probablemente se limitaban uno al otro en el río Ballinure, que formaba parte de la frontera sur de Sodhan. En estas circunstancias no se puede descartar la posibilidad de  que surgieran conflictos sobre áreas de jurisdicción en disputa que habrían dado lugar al desacuerdo legendario entre estos dos evangelistas del siglo quinto."
En la vida de Santa Attracta se dice que ella "se acercó a su hermano, San Connell, buscando permiso para levantar un convento cerca de su propia fundación. Pero prevaleció Santa Dachonna (Conainne) para pedir que su hermana no construyera en el área. Santa Attracta cumplió con los deseos de su hermano pero estaba muy disgustada y se dice que denunció a su iglesia."
Desde el siglo XVI se le atribuye erróneamente la fundación de Kilconnell, que fue fundado por una mujer misionera, Conainne.